# Quận Antrim, Michigan
Quận Antrim một quận thuộc tiểu bang Michigan, Hoa Kỳ. Quận lỵ đóng ở Bellaire6. Theo điều tra dân số năm 2000 của Cục điều tra dân số Hoa Kỳ năm 2000, quận có dân số 23.110 người.

## Địa lý
Theo Cục điều tra dân số Hoa Kỳ, quận có diện tích 602 dặm vuông Anh (1.559,2 km2), trong đó có 125 dặm vuông Anh (323,7 km2)  là diện tích mặt nước.